# 高銀
高銀（韩语：／ ko un，1933年8月1日—），韓國詩人。

## 生平
1933年，高銀出生於全羅北道群山。1952年，高銀出家於慶尚南道古刹海印寺。1958年，發表「肺結核｣。1960年，發表詩集「彼岸桜」。
1956年创办《佛教報》。
1980年全斗焕政變時曾以叛國罪判其20年徒刑，但2年後獲釋。高銀被韩国媒体视为诺贝尔文学奖的热门人选。

## 醜聞
2018年2月，女詩人崔泳美在其新作中不點名揭發高銀曾長期對其進行性騷擾，在韓國國內引發爭議。

## 榮譽
1989年，高銀獲萬海文學獎。

## 作品
主要詩作有《彼岸感性》、《凌晨路》、《万人谱》、《祖国之星》、《遥远的星》等。他的作品已推出譯本，并發行至超过15个国家和地区。